# Creu de terme de Madrona
La creu de terme de Madrona és una creu de terme situada al camí ral que connecta el castell de Madrona amb la nova església parroquial de Sant Pere de Madrona, al municipi de Pinell de Solsonès (Solsonès).

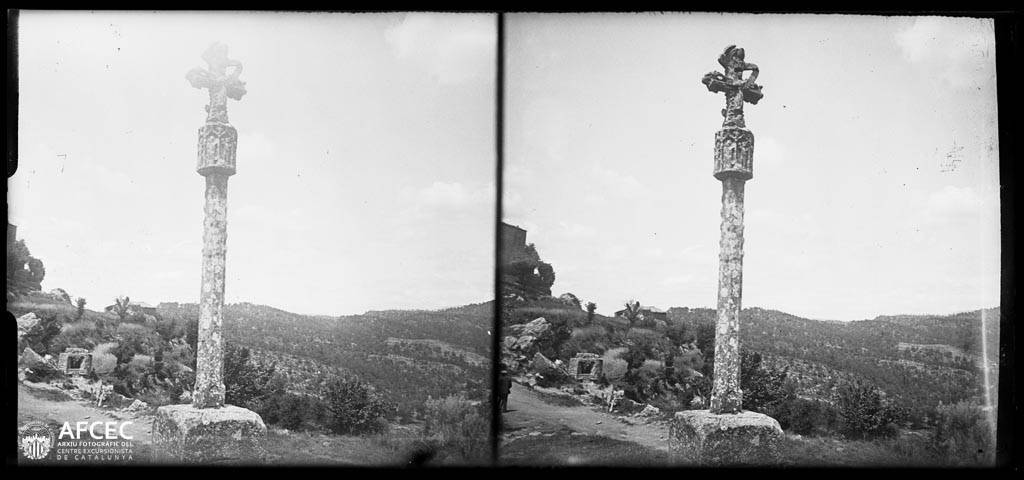
La creu original

És una creu de 5 m d'alçada de capitell octogonal on hi ha esculpits vuit apòstols. Al damunt s'alça la creu on hi ha Jesucrist clavat a la creu i a sobre el colom eucarístic, i al revers, la figura de la Mare de Déu i a sobre l'àliga de l'evangeli de Sant Joan. L'original, força degradada, és una obra del segle XV d'estil gòtic flamíger exposada a l'església de Madrona. Tota l’estructura descansa damunt d’un sòcol esglaonat de pedra amb tres graons, a sobre del qual hi ha una base quadrada de pedra, formada per dos blocs monolítics.
El 2011, fou col·locada una rèplica de l'original creu de terme al mateix lloc.